# Рейкьявик (хоккейный клуб)
«Рейкьявик» (исл. Skautafélag Reykjavíkur) — хоккейная команда, базирующаяся в Рейкьявике, Исландия. Команда играет в исландской хоккейной лиге.

## История клуба
Хоккейный клуб «Рейкьявик» был образован в 1991 году. В том же году он присоединился к исландской хоккейной лиге. Свой первый главный трофей исландского хоккея клуб выиграл в 1999 году. После этого он становился чемпионом ещё 4 раза. По числу титулов команда уступает лишь команде «Акюрейри».

## Достижения
- Исландская хоккейная лига:
  - Победители (5) : 1999, 2000, 2006, 2007, 2009.